# Крамер, Ларри
Ла́рри Кра́мер (англ. Larry Kramer; 25 июня 1935[…], Бриджпорт, Коннектикут — 27 мая 2020, Нью-Йорк, Нью-Йорк) — американский драматург, сценарист и ЛГБТ-активист.

## Биография
Начинал свою карьеру работником студии Columbia Pictures.
Затем был нанят для работы над сценарием экранизации романа Д. Г. Лоуренса «Влюблённые женщины», принёсшим ему номинации на премии «Оскар», BAFTA и Гильдии сценаристов США.
В последующие годы добился широкой известности благодаря роману «Гомики» (1978), получившем в своё время негативные отклики среди ЛГБТ-сообщества, однако ставшим одним из самых продаваемых и влиятельных романов на гей-тематику.
В начале 1980-х годов Крамер стал известен как СПИД-активист. На фоне разраставшейся эпидемии ВИЧ/СПИДа, стал одним из основателей организации «Кризис здоровья у гомосексуалов». Спустя некоторое время он был вытеснен из совета организации, ввиду несогласия других членов с его методами активизма. ВИЧ-эпидемия нашла отражение в пьесе Крамера «Обыкновенное сердце», на основе которой он позже написал сценарий для одноимённого фильма.
В 1987 году Крамер выступил одним из сооснователей политической группы ACT UP.
27 мая 2020 года Крамер скончался в результате пневмонии. Ему было 84 года.